# Santa Helena, Ascensió i Tristan da Cunha
Santa Helena, Ascensió i Tristan da Cunha (en anglès Saint Helena, Ascension and Tristan da Cunha) és un Territori Britànic d'Ultramar que consisteix en les illes de Santa Helena, Ascensió i l'arxipèlag de Tristan da Cunha. Era conegut com a Santa Helena i dependències fins a l'1 de setembre del 2009, quan la nova constitució donà als tres territoris estatus igual.

## Història
A causa de la seva llunyania respecte al continent, les illes romangueren deshabitades fins al segle xvi. El 25 de març de 1501 però, el navegador gallec João da Nova descobrí l'illa de l'Ascensió. Un any més tard, el 21 de maig de 1502, l'illa de Santa Helena fou descoberta. El grup d'illes més meridional del territori fou descobert el març de 1506 pel navegant portuguès Tristão da Cunha, nom amb el qual foren batejades.
El 1815 el govern britànic trià Santa Helena com a lloc d'exili de Napoleó, que fou deportat a l'octubre de 1815 i hi visqué fins a la seva mort el 5 de maig de 1821. Durant aquest temps, les illes foren annexades oficialment pel Regne Unit. El 1834 Santa Helena es convertí en una colònia de la Corona britànica, el 1981 en un "territori depenent britànic" i, finalment, el 2002, amb base en la Llei de Territoris d'Ultramar, un "territori britànic d'ultramar".

## Organització administrativa
El territori es compon de tres parts:
| Àrea administrativa | Àrea (km²) | Població | Centre administratiu        |
| ------------------- | ---------- | -------- | --------------------------- |
| Santa Helena        | 122        | 5.809    | Jamestown                   |
| Ascensió            | 88         | 1.532    | Georgetown                  |
| Tristan da Cunha    | 184        | 388      | Edinburgh of the Seven Seas |
| Total               | 394        | 7.729    | Jamestown                   |